# Association pour la construction démocratique de Chine

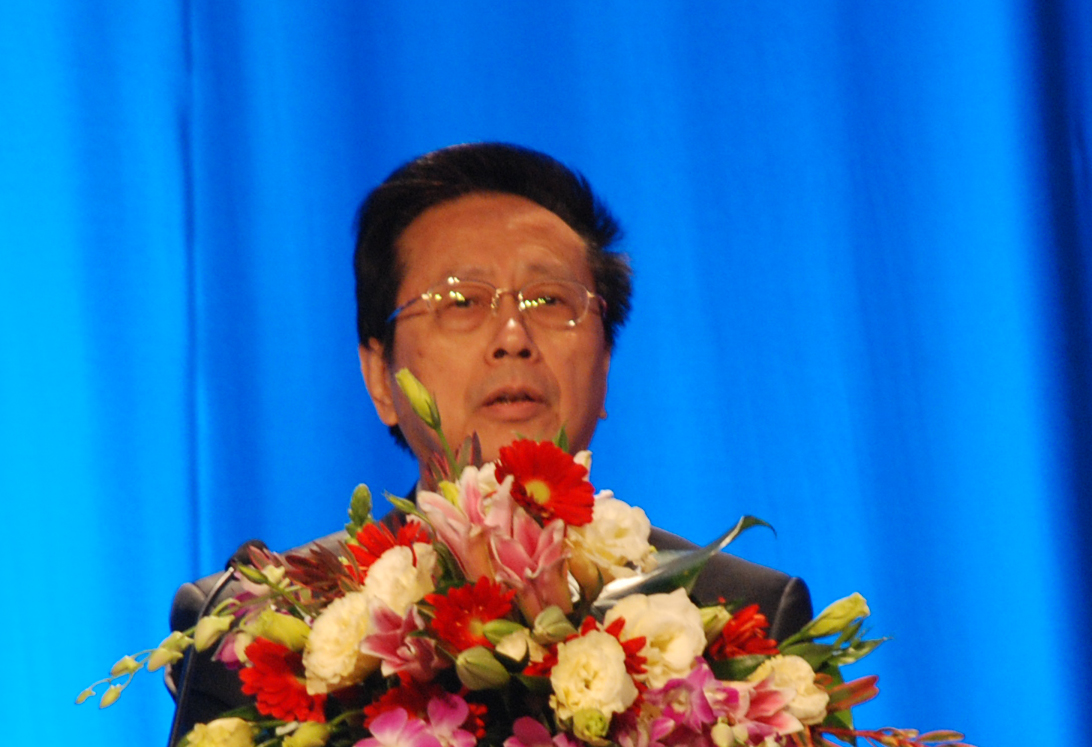
Chen Changzhi en conférence en 2012.

L'Association pour la construction démocratique de Chine (chinois simplifié : 中国民主建国会; chinois traditionnel : 中國民主建國會 ; pinyin : Zhōngguó Mínzhǔ Jiànguó Huì) est l'un des huit partis politiques légalement reconnus dans la République populaire de Chine qui sont membres de la Conférence consultative politique du peuple chinois.
Ce parti politique a été fondé à Chongqing le 16 décembre 1945 par la Société de la formation professionnelle, par un ancien membre de la Ligue démocratique de Chine.
Les membres sont principalement des entrepreneurs du secteur de la fabrication, de la finance, ou des industries commerciales dans les secteurs privés et publics. Le président du CDNCA (陈昌智) est Chen Changzhi, ancien vice-ministre du ministère de la Supervision.
À ce jour, il y a près de 90 000 adhérents au parti en Chine.

## Leaders du parti depuis sa création
- Huang Yanpei (1945 – 1965)
- Hu Juewen (1979 – 1987)
- Sun Qimeng (1987 – 1996)
- Cheng Siwei (1996 – 2007)
- Chen Changzhi (décembre 2007 – aujourd'hui)